# L’Auditori
L’Auditori (katalanisch für „das Auditorium“) ist ein moderner Gebäudekomplex von 42.000 m² in Barcelona, der überwiegend für Musikaufführungen genutzt wird.

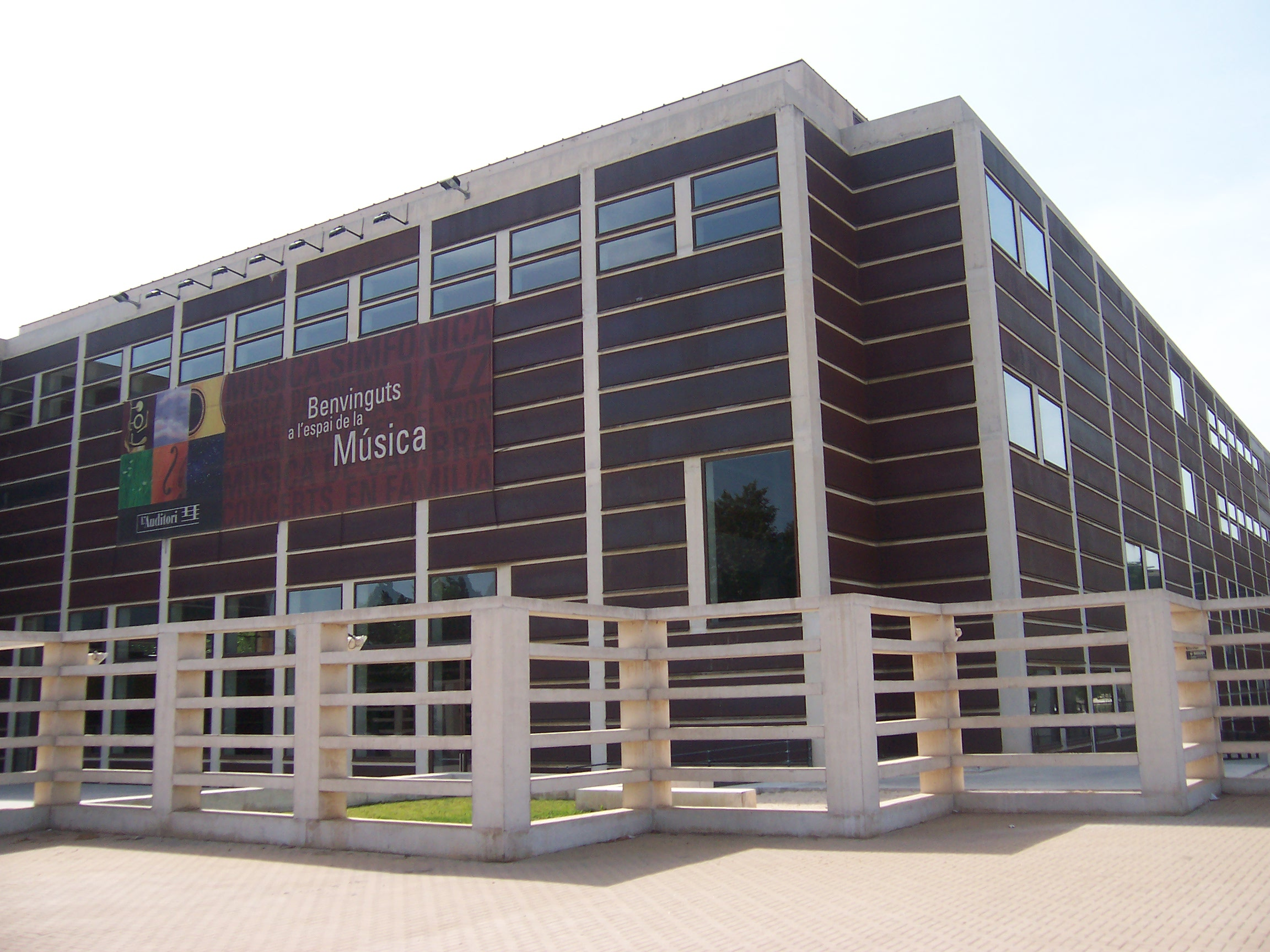
L’Auditori

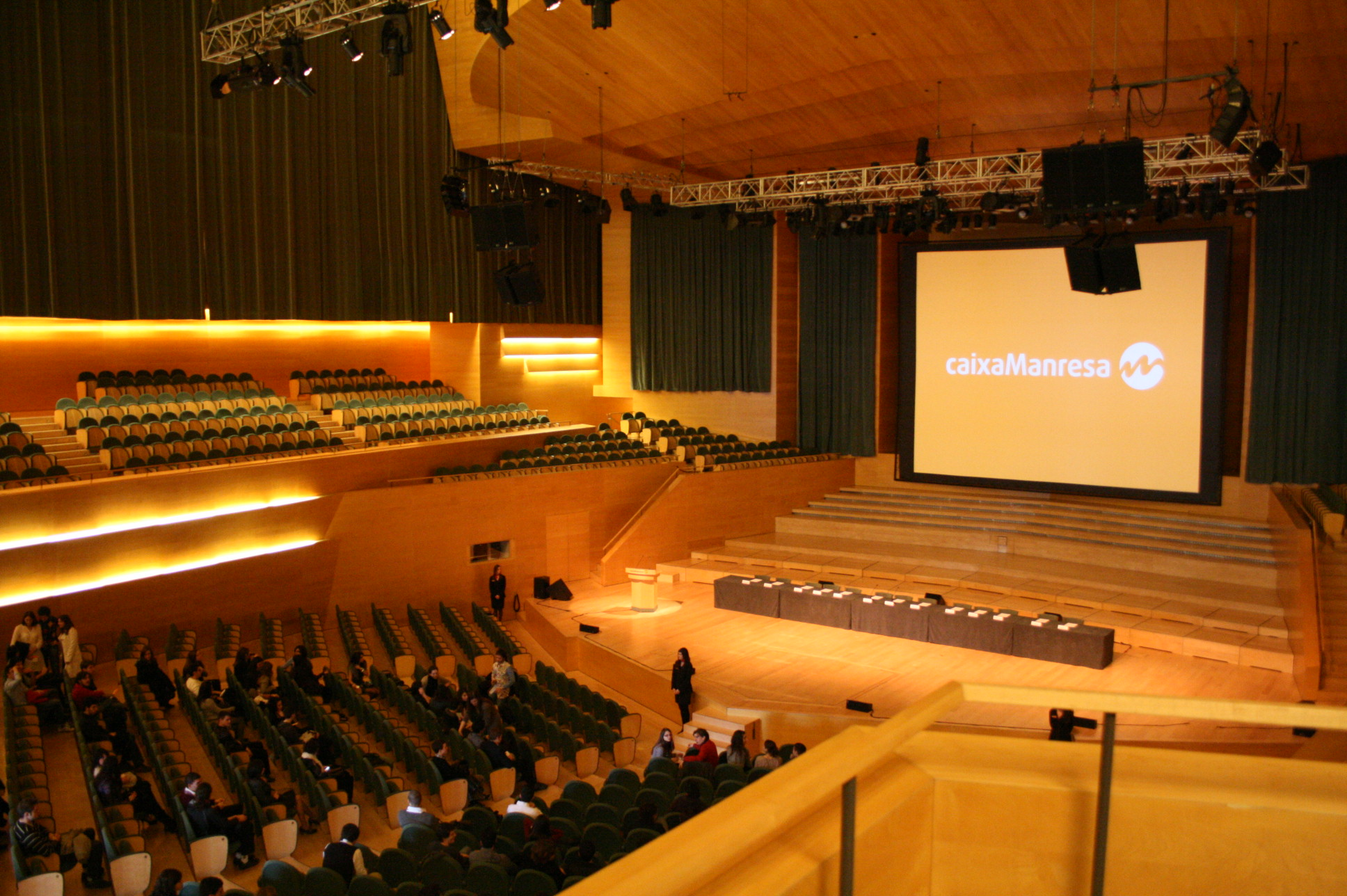
Sala 1 Pau Casals

Das Auditori wurde vom Architekten Rafael Moneo entworfen und am 22. März 1999 eröffnet. Es gehört zum Stadtentwicklungsprojekt am Plaça de les Glòries, an dem sich drei Hauptachsen der Stadt treffen: die Avinguda Diagonal, die Gran Via und die Avinguda Meridiana.
Im gleichen Komplex sind auch Räumlichkeiten des Orquestra Simfònica de Barcelona i Nacional de Catalunya (Symphonisches Orchesters von Barcelona und Nationalorchester von Katalonien), der Escola Superior de Música de Barcelona (Hochschule für Musik Barcelona) und des Museu de la Música (Musik-Museum). All dies macht das Auditori zu einem Zentrum für die Musikszene der Stadt.

## Säle
Das Gebäude verfügt über drei Konzertsäle:
- Sala 1 Pau Casals – 2200 Sitzplätze
- Sala 2 Oriol Martorell – 600 Sitzplätze
- Sala 3 Tete Montoliu – 400 Sitzplätze